# Un plan parfait
Pour plus de détails, voir Fiche technique et Distribution.
Un plan parfait est un film français réalisé par Pascal Chaumeil, sorti en 2012.

## Synopsis
Isabelle (Diane Kruger) une dentiste proche de la quarantaine à la vie confortablement rangée, craint d'être frappée d'une malédiction familiale : depuis des générations, les premiers mariages des membres de la famille se soldent tous par un échec. Très superstitieuse, elle hésite à accepter la demande en mariage de son fiancé Pierre, lui aussi dentiste. Pourtant, leur union date déjà de dix ans et tous deux ont une vie parfaitement heureuse, jalonnée de petites habitudes maniaques comme le bowling le même jour toutes les semaines. Afin de contourner la malédiction des mariages ratés, Isabelle décide d’épouser dans un premier temps un inconnu par un mariage blanc, et d'en divorcer aussi vite. Ainsi son mariage avec Pierre sera le second.
Elle se rend pour cela au Danemark où elle a rendez-vous avec un inconnu pour un mariage arrangé. Dans l'avion, elle se trouve à côté de Jean-Yves (Dany Boon) — un employé du Guide du Routard un peu envahissant qu'elle méprise et rejette aussitôt — qui, pour profiter d'une bonne promotion sur son voyage vers le Kenya, fait une escale à Copenhague. Finalement, l'inconnu danois attendu par Isabelle n'apparaît pas. Elle change alors de plan et jette son dévolu sur Jean-Yves, qu'elle va alors suivre au Kenya dans la plus complète improvisation. Elle se radoucit pour le séduire, piège dans lequel il tombe aussitôt, lui à qui l'amour n'a pas l'habitude de sourire. S'ensuit une série d'aventures en particulier en Russie. Mais le fiancé improvisé, devenu mari au cours d'un mariage massaï, s'avère beaucoup plus collant que prévu.

## Fiche technique
- Titre original : Un plan parfait
- Réalisation : Pascal Chaumeil
- Scénario : Laurent Zeitoun et Yoann Gromb
- Décors : Hervé Gallet
- Photographie : Glynn Speeckaert
- Montage : Dorian Rigal-Ansous
- Son : Jean Goudier
- Musique : Klaus Badelt
- Production : Nicolas Duval-Adassovsky, Laurent Zeitoun et Yann Zenou
- Société de production : Quad Productions, Les Productions du Ch'Timi
- Société de distribution : Universal Pictures International France
- Budget : 26 270 000 euros[1]
- Pays d'origine :  France
- Langue originale : français
- Format : couleur – 35 mm
- Genre : comédie
- Durée : 104 minutes
- Date de sortie : 
  - Belgique, France : 31 octobre 2012

## Distribution

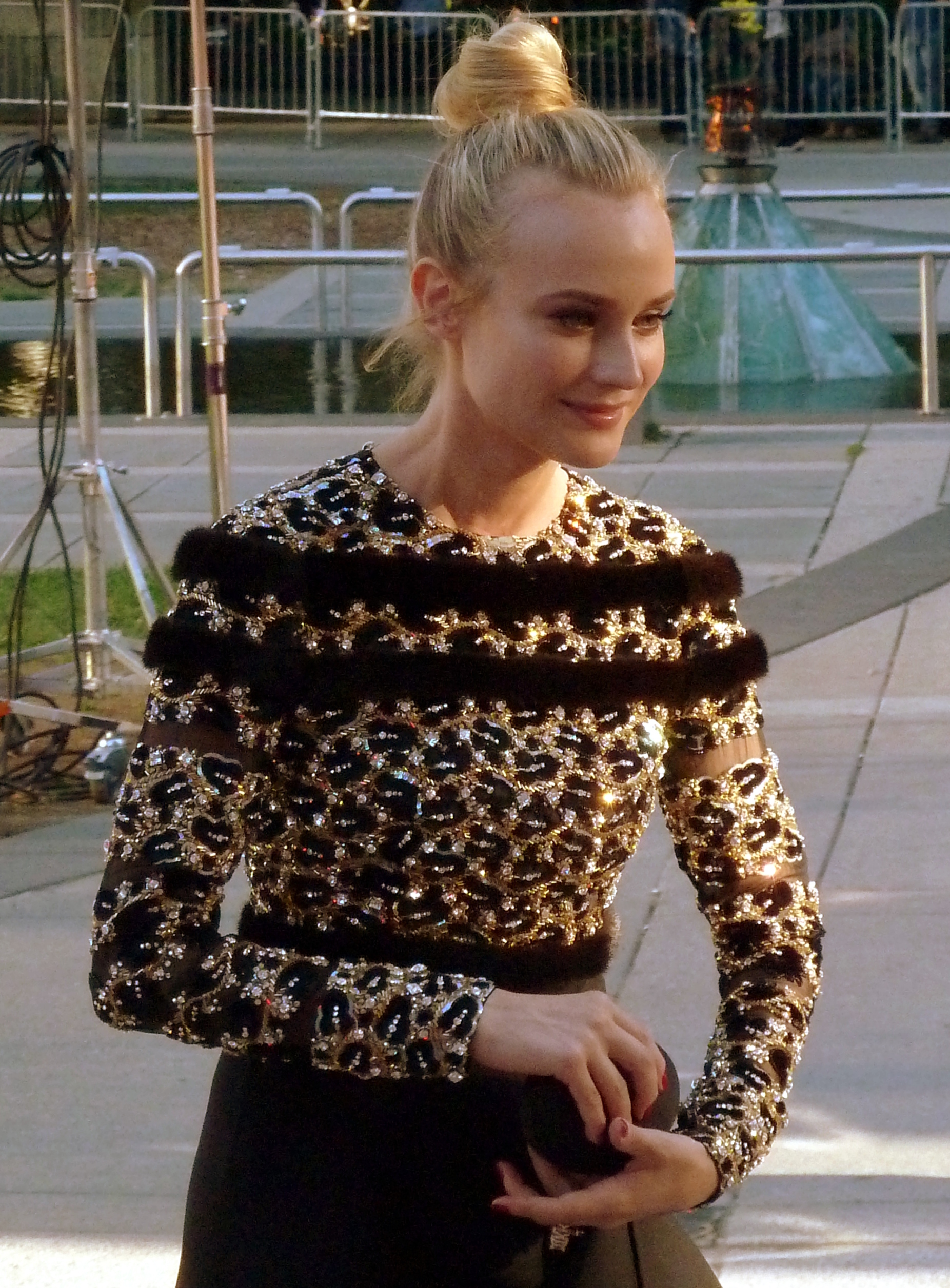
L'actrice Diane Kruger au Festival international du film de Toronto 2012.

- Diane Kruger : Isabelle, la dentiste
- Dany Boon : Jean-Yves, l'employé du Guide du Routard
- Alice Pol : Corinne, la sœur d'Isabelle
- Robert Plagnol : Pierre, le fiancé d'Isabelle, le dentiste
- Bernadette Le Saché : Solange, la mère de Corinne et Isabelle
- Étienne Chicot : Edmond, le deuxième mari de Solange
- Jonathan Cohen : Patrick, le deuxième fiancé de Corinne
- Damien Bonnard : Romain
- Laure Calamy : Valérie, l'invitée de la soirée de Noël
- Malonn Lévana : Louise
- Yoli Fuller : le steward à l'embarquement
- Kévin Natis : l'homme d'affaires russe
- Carl Merheb : l'étudiant en dentisterie

## Production

### Lieux de tournage
Le tournage s'est déroulé trois semaines en France, également cinq semaines en Belgique tout près de la Place de Brouckère — surtout les dix dernières minutes dans une église de Braine-le-Comte, sept jours à Moscou en Russie et deux semaines dans le village des Maasaï au Kenya,.

## Bande originale
- Main Theme, durée : 2 min 49 s.
- Children, durée : 1 min 19 s.
- Treehouse, durée : 32 s.
- Operation Stimorol, durée : 1 min 14 s.
- Single Man, durée : 44 s.
- Big Seduction, durée : 30 s.
- Economy, durée : 36 s.
- Chase, durée : 1 min 49 s.
- Zebra Lodge, durée : 30 s.
- Dress Rehearsal, durée : 1 min 10 s.
- Market Strategies, durée : 1 min 28 s.
- Savanna, durée : 37 s.
- Massai, durée : 55 s.
- Her Ride Home, durée : 24 s.
- Wedding, durée : 38 s.
- Remembering, durée : 37 s.
- Together Again, durée : 1 min 21 s.
- He's Back, durée : 31 s.
- Marriage License, durée : 51 s.
- Head to Moscow, durée : 29 s.
- I'm his Wife, durée : 36 s.
- Searching the Apartment, durée : 1 min 12 s.
- Hair Remover, durée : 1 min 53 s.
- Cabaret Overlay, durée : 47 s.
- She's Lying Again, durée : 1 min 30 s.
- Ashamed, durée : 1 min 20 s.
- Tour Guide, durée : 1 min 58 s.
- Moscow Bridge Kiss, durée : 57 s.
- Jean from Quebec, durée : 23 s.
- I can't Do It, durée : 43 s.
- Sunday Roast, durée : 1 min 16 s.
- Country Side Home, durée : 56 s.
- Will You Remarry Me, durée : 1 min 4 s.

## Accueil

### Accueil critique
Sur l'agrégateur américain Rotten Tomatoes, le film récolte 33 % d'opinions favorables pour 18 critiques.
En France, le site Allociné propose une note moyenne de 2,6⁄5 à partir de l'interprétation de critiques provenant de 14 titres de presse.

## Analyse

### Erreurs et incohérences
- Lors de la scène dans la première classe de l'avion qui emmène les héros au Kenya, on peut observer de nombreux faux-raccords avec les mains de Dany Boon.